# Station Otmuchów Jezioro
Station Otmuchów Jezioro is een spoorwegstation in de Poolse plaats Otmuchów.